# Pertica Bassa
Pertica Bassa (lombardul: Pèrtega Bàsa) település Olaszországban, Lombardia régióban, Brescia megyében. Lakosainak száma 555 fő (2023. január 1.). Pertica Bassa Collio, Marmentino, Vestone, Lavenone és Pertica Alta községekkel határos.

## Népesség
A település lakossága az elmúlt években az alábbi módon változott:
| Lakosok száma | 638  | 632  | 555  |
|               | 2017 | 2018 | 2023 |